# Buscot Lock

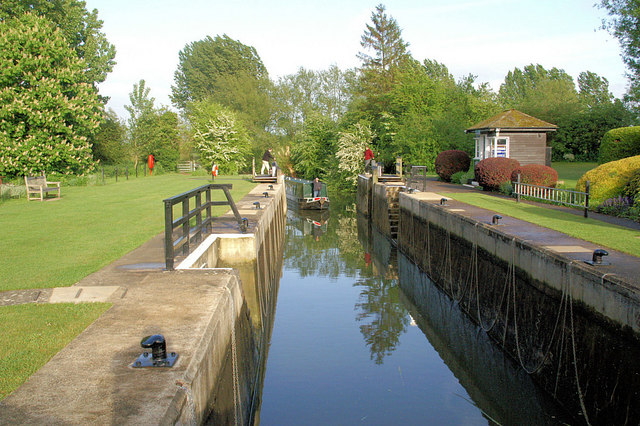
Das Buscot Lock

Das Buscot Lock ist eine Schleuse in der Themse in der englischen Grafschaft Gloucestershire. Sie liegt nahe dem Ort Buscot in Oxfordshire.
Die Schleuse wurde 1790 von der Thames Navigation Commission gebaut und ist die kleinste in der Themse. Die Schleusentore werden vom Schleusenwärter im Handbetrieb bedient.
1979 wurde ein neues ungewöhnlich bogenförmiges Wehr gebaut. Dazu wurde ein Durchstich auf der Südseite der Schleuse gemacht. Am Wehr befindet sich ein Picknickgelände des National Trust. Das alte Wehr befindet sich auf der Nordseite der Schleuse.

## Geschichte
Vor dem Bau der Schleuse gab es an dieser Stelle ein Wehr mit einer Stauschleuse. Als die Schleuse gebaut wurde, war das Wehr im Besitz von E. Loveden dem Besitzer von Buscot Park, der sich stark für die Schifffahrt auf der Themse einsetzte. Die Schleuse wurde von J. Nock gebaut, der gleichzeitig auch das St John’s Lock baute. Zunächst war das Buscot Lock als New Lock bekannt. 1791 wurde das Schleusenwärterhaus errichtet, das einem Fischerhaus nachempfunden ist. Das alte Wehr wurde 1909 renoviert und 1979 durch ein neues Wehr ersetzt.

## Der Fluss oberhalb der Schleuse
Die Bloomers Hole Footbridge überquert den Fluss oberhalb der Schleuse. Der River Cole mündet auf der Südseite des Flusses und der River Leach auf der Nordseite. Die St John’s Bridge wird kurz dem des St John’s Lock erreicht.
Der Themsepfad verläuft auf der Nordseite des Flusses vom Buscot Lock bis zur Bloomers Hole Footbridge, wo er auf die Südseite wechselt.